# Parectecephala grossiseta
Parectecephala grossiseta är en tvåvingeart som först beskrevs av Becker 1911.  Parectecephala grossiseta ingår i släktet Parectecephala och familjen fritflugor.
Artens utbredningsområde är New South Wales. Inga underarter finns listade i Catalogue of Life.